# Crucea de piatră a Slugerului Mușat
Crucea de piatră a Slugerului Mușat este un monument istoric aflat pe teritoriul orașului Ștefănești din județul Argeș.